# Legge Tehcir

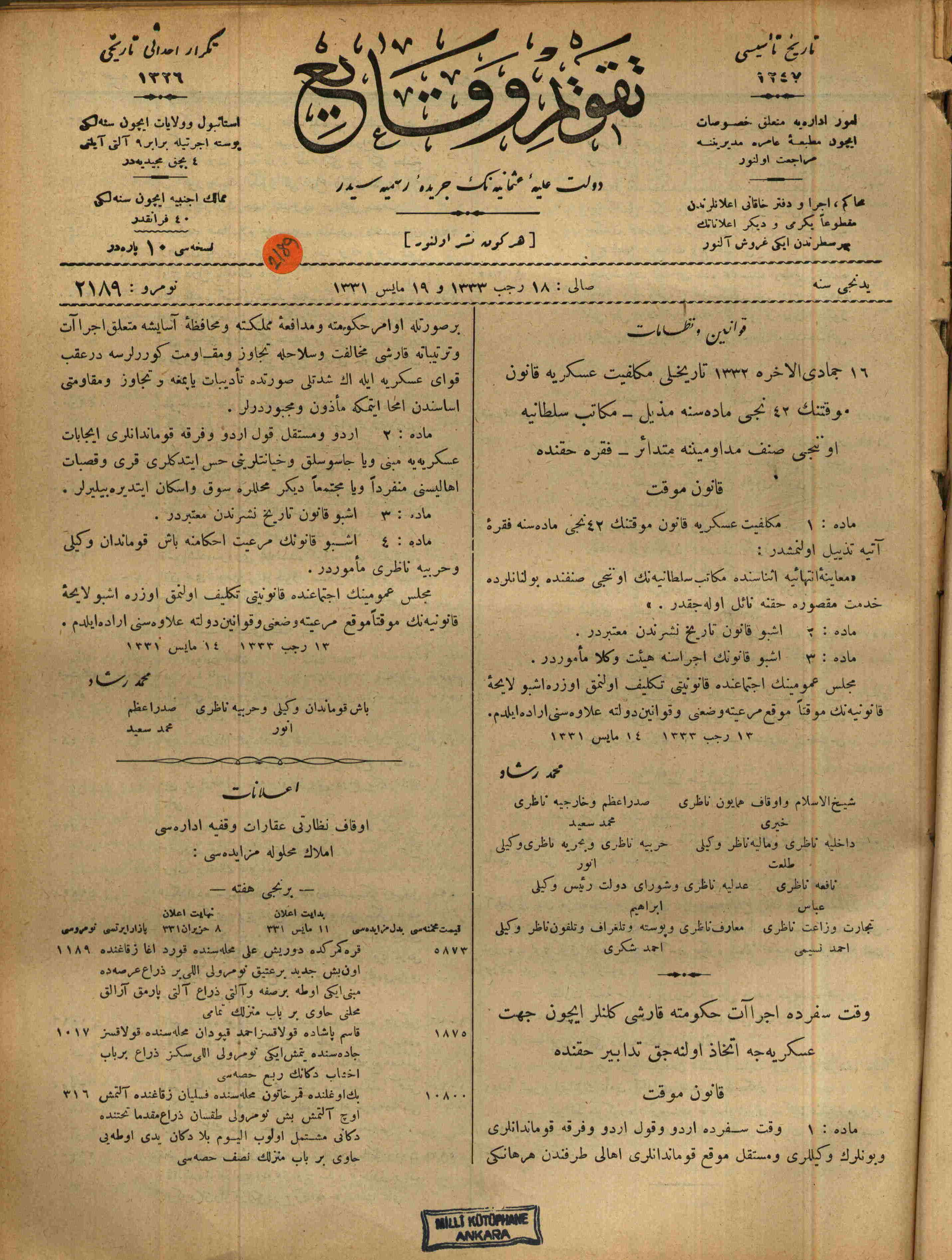
La legge Tehcir

La legge Tehcir (da tehcir, una parola turca ottomana che significa "deportazione" o "sfollamento forzato" come definito dall'Organizzazione linguistica turca), o, ufficialmente dalla Repubblica di Turchia, la "Sevk ve İskân Kanunu" (Legge sul Trasferimento e il Reinsediamento) fu una legge approvata dal Consiglio dei Ministri ottomano il 27 maggio 1915 che autorizzava la deportazione della popolazione armena dell'Impero ottomano. La campagna di reinsediamento provocò la morte tra 800 000 e oltre 1 500 000 civili in quello che viene comunemente definito il genocidio armeno. Il disegno di legge fu emanato ufficialmente il 1º giugno 1915 e terminò l'8 febbraio 1916.

## Questioni
La legge Tehcir faceva parte delle eufemistiche "misure speciali" adottate contro la popolazione armena dell'Impero ottomano durante la prima guerra mondiale. A ciò si aggiunse una seconda serie di ordini dati all'"Organizzazione Speciale" per l'eliminazione sistematica della popolazione evacuata durante le marce della morte e l'appropriazione delle loro proprietà lasciate libere.
Gli archivi ottomani documentano che le deportazioni armene iniziarono già il 2 marzo 1915. Dopo la scadenza della legge Tehcir, continuarono sia le deportazioni che le stragi. Il 13 settembre 1915, il parlamento ottomano approvò la "Legge temporanea di espropriazione e confisca", affermando che tutte le proprietà, inclusi terreni, bestiame e case appartenenti agli armeni, dovevano essere confiscate dalle autorità ottomane.

## Antefatti
Prima dell'approvazione della "Legge Tehcir" dal parlamento ottomano, vi fu una circolare di Talaat Pasha. Nella notte del 24 aprile 1915 Talaat, che all'epoca era il ministro degli interni, ordinò che 250 intellettuali armeni fossero deportati da Costantinopoli.
Nel maggio 1915, Mehmed Talaat Pasha richiese al gabinetto ottomano e all'allora Gran Visir Said Halim Pasha di legalizzare una misura per il trasferimento e l'insediamento degli armeni in altri luoghi. Le parole di Talaat erano le seguenti: "le rivolte e i massacri armeni, che erano sorti in un certo numero di luoghi nel paese, sono una minaccia per la sicurezza nazionale".

## La natura della legge
La legge Tehcir era ufficialmente una legge "temporanea" che terminò l'8 febbraio 1916. Era una legge civile, pianificata, attuata e fatta rispettare con un ufficio (creato ad hoc dalla legge) per coordinare le attività sotto il nome di "Direzione generale dei migranti" (turco ottomano: Muhacirin Müdüriyet-i Umumîyesi). La legge civile conferiva ai militari un potere esecutivo solo se c'erano parti contrarie all'implementazione. Le norme e i regolamenti della legge, come pubblicati nel Takvim-i Vekayi (gazzetta ufficiale ottomana), erano pubblici e condivisi con tutti i partiti politici.

## Contenuti
La legge Tehcir avrebbe riguardato
1. le misure militari contro coloro che si oppongono agli ordini del governo, la difesa nazionale e la protezione della pace e contro coloro che organizzano attacchi armati e resistenza e uccidono i ribelli durante l'aggressione e la rivolta in tempo di guerra,
2. il trasferimento e il reinsediamento su base singola o in massa, le persone che vivono in villaggi e città che si trovano ad essere coinvolte in attività di spionaggio o tradimento,
3. l'effetto e la scadenza della legge temporanea, e
4. la definizione dei soggetti responsabili (applicazione).

Un materiale d'archivio ottomano, datato 12 luglio 1915, suggerisce che i massacri facevano parte di quelle misure attuate contro gli armeni. La Corte marziale turca lo sostiene facendo riferimento a documenti che affermano che il motivo principale dell'evacuazione era l'annientamento.
Sebbene questa legge fosse diretta contro un particolare gruppo etnico (gli armeni), anche la popolazione assira dell'Impero ottomano ne fu vittima, così come alcuni altri cristiani orientali.
Nel testo della legge non c'è alcuna menzione esplicita della questione armena, e il testo contiene che: (1) i malati, (2) i ciechi, (3) i cattolici, (4) i protestanti, (5) i soldati e le loro famiglie, (6) gli ufficiali, (7) i mercanti, alcuni operai e maestri non erano soggetti all'evacuazione. Se le condizioni fossero peggiorate, veniva ordinato a questi gruppi di stabilirsi nei centri urbani.

### Destino dei soggetti
Se a livello formale la legge era presumibilmente temporanea, la sua ragione principale era quella di risolvere la questione armena una volta per tutte, e quindi in modo permanente. Nel materiale d'archivio del ministro della guerra che fornisce l'obiettivo di approvare la legge, una lettera di Enver considera la legge come permanente e non temporanea con l'obiettivo di risolvere una volta per tutte il problema armeno.
Se da un lato si sostiene che i debiti della popolazione evacuata dovevano essere completamente cancellati e che i debiti fiscali ricorrenti (imposta sulla proprietà) degli armeni dovevano essere rinviati fino al loro presunto ritorno, nei fatti le proprietà armene furono sequestrate dal governo, vendute o dato ai residenti musulmani o agli immigrati. Una notevole quantità di denaro ricavata dalla vendita delle proprietà sequestrate fu trasferita e assicurata a Berlino.

## Aspetti finanziari
Con la legge venne avviato un fondo e il suo controllo fu assegnato al direttore Şükrü Bey, sotto l'ufficio generale degli immigrati. Dai documenti:
| Bilancio per il Tehcir Dal 1º giugno 1915 all'8 febbraio 1916 | Bilancio per il Tehcir Dal 1º giugno 1915 all'8 febbraio 1916 |
| ------------------------------------------------------------- | ------------------------------------------------------------- |
| Provincia di İzmit                                            | 150.000 kuruş                                                 |
| Eskişehir                                                     | 200.000 kuruş                                                 |
| Vilayet di Ankara                                             | 300.000 kuruş                                                 |
| Vilayet di Konya                                              | 400.000 kuruş                                                 |
| Vilayet di Adana                                              | 300.000 kuruş                                                 |
| Vilayet di Aleppo                                             | 300.000 kuruş                                                 |
| Vilayet di Mossul                                             | 500.000 kuruş                                                 |
| Vilayet di Siria                                              | 100.000 kuruş                                                 |
| Totale                                                        | 2.250.000 kuruş                                               |

Inoltre, il governo ottomano in base agli accordi internazionali assegnati all'interno delle capitolazioni, consentiva trasferimenti di fondi utilizzando i missionari e i consoli. Gli immigrati armeni dagli Stati Uniti inviavano fondi, che erano distribuiti agli armeni sotto la conoscenza del governo. L'American Near East Relief Committee, un'organizzazione di soccorso per i rifugiati in Medio Oriente, contribuì a donare oltre 102 milioni di dollari agli armeni sia durante che dopo la guerra.
Va notato che i fondi all'interno delle province hanno aiutato gli immigrati, i cui stanziamenti erano inviati al budget provinciale a seconda delle condizioni dei bisogni.

## Abrogazione della legge
La legge fu abrogata il 21 febbraio 1916 con un ordine inviato a tutte le province ottomane, mentre la distruzione della popolazione armena continuava. I detenuti politici dichiarati continuarono a essere sfollati nella provincia di Der Zor. Tutte le attività si conclusero il 15 marzo 1916.